# دير سانتو توربيبيو دي ليبانا
دير سانتو توريبيو دي لييبانا هو دير روماني كاثوليكي يقع في منطقة لييبانا بالقرب من بوتس في كانتابريا بإسبانيا. يقع الدير في جبال كانتابريا في شمال إسبانيا، وهو أحد الأماكن الخمسة في الكاثوليكية الرومانية، إلى جانب روما والقدس وسانتياغو دي كومبوستيلا وكارافاكا دي لا كروز، التي تتمتع بامتياز إصدار صكوك الغفران الدائمة.
تأسس الدير قبل القرن السادس. يحتفظ الدير بجزء من الصليب الحقيقي الذي اكتشفه القديسة هيلانة القسطنطينية في القدس، والذي يُزعم أنه أكبر قطعة محفوظة. تم إحضار الذراع اليسرى للصليب الحقيقي من كنيسة القيامة بواسطة القديس توريبيوس الأستورجا، وهي محفوظة في وعاء ذخائر فضية مذهبة. تم تخصيص الدير في البداية للقديس مارتن أوف تورز ولكن تم تغيير اسمه في القرن الثاني عشر.

## تاريخ
أصولها غامضة، لكنها كانت في عهد ألفونسو الأول من أستورياس، الذي كان يعيد إسكان المنطقة المحيطة بليبانا خلال الجزء الأول من إعادة احتلال إسبانيا في منتصف القرن الثامن. تمت الإشارة الأولى إلى دير تورينو بحماية القديس توريبيوس عام 1125. يُنسب تأسيسها إلى أسقف بلنسية من القرن السادس يُدعى توريبيوس من ليبانا، الذي تقاعد مع بعض رفاقه إلى ليبانا للعيش وفقًا للحكم البينديكتين. عندما تم تأسيس الدير، تم تكريسه لأول مرة للقديس مارتن أوف تورز، والذي تم تغيير اسمه بمرور الوقت إلى سانت توريبيوس دي ليبانا. ربما خلال القرن الثامن، تم نقل جثة أسقف آخر من القرن السادس، القديس توريبيوس أستورجا، إلى الدير، جنبًا إلى جنب مع الآثار التي يُعتقد أنه جلبها من الأرض المقدسة لحفظها.
أهمها قطعة خشب الصليب الحقيقي (الصليب الحقيقي)، التي يعتقد بعض الروم الكاثوليك أنها أكبر قطعة من الصليب الباقية على قيد الحياة والتي صلب يسوع المسيح عليها. لهذا السبب، كان الدير مركزًا مهمًا للحج، وهو أحد أهم الأماكن المقدسة للكاثوليكية الرومانية في أوروبا، إلى جانب أماكن أخرى بارزة مثل روما وسانتياغو دي كومبوستيلا وكارافاكا دي لا كروز وأسيزي. كان الدير أيضًا المكان الذي كتب فيه الراهب بيتوس لييبانا من القرن الثامن ويوضح أعماله، مثل تعليقه على صراع الفناء.
كان الدير في الأصل ملكية ملكية، لكنه منحه من قبل ألفونسو الثامن ملك قشتالة إلى كونت غوميز إي كونتيسة إميليا، الذي نقله بعد ذلك إلى دير أونيا (بورغوس)، إلى جانب ممتلكات أخرى في لييبانا والمقاطعات المجاورة. لم يعد المجتمع الرهباني موجودًا بعد البيع القسري للأراضي الدينية في إسبانيا عام 1837، ولكن تم استبداله في عام 1961 بمجتمع صغير من الإخوة الأصاغر.

## كنيسة
أهم مبنى هو الكنيسة القوطية، التي بدأ بناؤها عام 1256، على الرغم من إعادة تشكيلها عدة مرات منذ ذلك الحين. تم بناؤه في موقع مبنى ما قبل الرومانسيك ومبنى روماني (ربما على الطراز الأستوري أو المستعربي). تتميز بوضوح الخط والفضاء، والديكور المحيط الذي يميز العمارة في سان برناردو. الكنيسة مستطيلة الشكل ذات ثلاثة أروقة. برج عند سفح الممر الأوسط والأعرض وثلاثة أضلاع متعددة الأضلاع. تشبه واجهته واجهة دير الأجسام المقدسة، كاتدرائية سانتاندير. أبوابها في الجدار الجنوبي على الطراز الرومانسكي وربما تسبق المبنى بالداخل. لا يُفتح الباب الرئيسي، باب الغفران، إلا خلال كل سنة من سنوات اليوبيل عندما يتزامن عيد القديس توريبيوس مع يوم الأحد. تم الانتهاء من الدير في القرن السابع عشر.

## الصليب الحقيقي

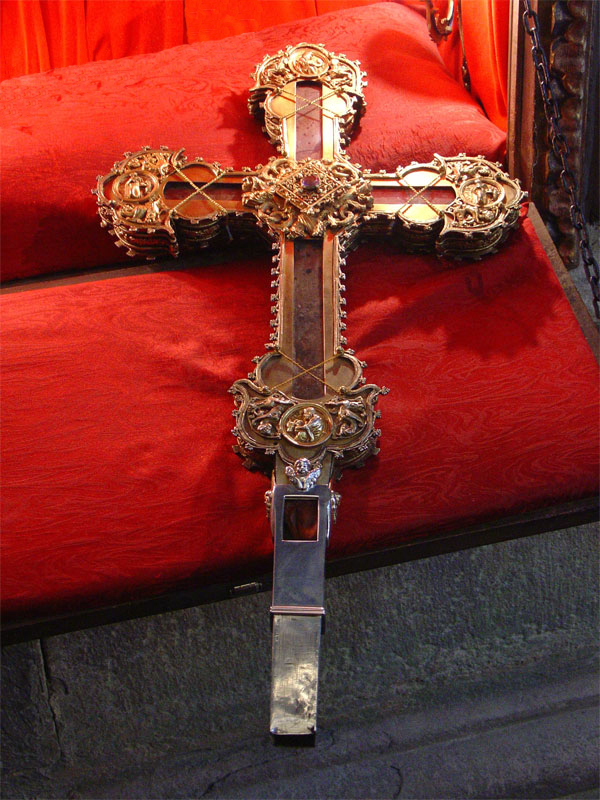
أكبر قطعة باقية من الصليب الحقيقي.

وفقًا للتقاليد، فإن هذه الآثار هي جزء من الصليب الحقيقي الذي اكتشفته الإمبراطورة سانت هيلانة في القدس. من هناك، أخذها القديس توريبيوس الأستورجا، حارس الأماكن المقدسة، إلى كاتدرائية مسقط رأسه في أستورجا، إسبانيا، حيث أصبح بعد ذلك أسقفًا. عندما غزا المغاربة إسبانيا عام 711، تم إخفاء الآثار مع الآخرين في حظيرة على جبل فيورنا في وادي ليبانا، بجوار رفات القديس توريبيوس. تم نقل كلتا الذخائر في النهاية إلى الدير الذي أصبح على الفور مكانًا مهمًا يزوره الحجاج في طريقهم إلى سانتياغو دي كومبوستيلا. تشير الوثائق المؤرخة في عام 1507 إلى أنه "منذ زمن بعيد" يتم الاحتفال باليوبيل في كل مرة يصادف عيد القديس يوم الأحد.
الاب. كتب ساندوفال، مؤرخ الرهبنة البينديكتية، أن هذه البقايا هي "الذراع اليسرى للصليب المقدس. تم نشرها وتجميعها على شكل صليب، ولم تمس الحفرة حيث تم تسميرها على يد المسيح ". الشريط العمودي 635 مليمتر (25.0 بوصة) وطول العارضة 393 مليمتر (15.5 بوصة) طويلة. يبلغ سمك الصليب 38 مليمتر (1.5 بوصة).  إنها أكبر بقايا محفوظة للصليب الحقيقي.
تم تضمين الخشب في صليب قوطي من الفضة المذهبة، تم تصنيعه بواسطة ورشة عمل في بلد الوليد في عام 1679. يقع في منزل من الخشب الذهبي في كنيسة صغيرة على الطراز الباروكي، مقببة، تعود إلى أوائل القرن الثامن عشر في الجدار الشمالي للكنيسة، ويطل عليها تمثال لمؤسس الكنيسة، فرانسيسكو دي كوزيو إي أوتيرو (1640-1715)، المحقق الكبير لمدريد ولاحقًا رئيس أساقفة بوغوتا في كولومبيا، الذي ولد محليًا.
في عام 1817 ذهب إغناسيو رامون دي رودا، أسقف ليون، إلى الدير وطلب الإذن من الرهبان البينديكتين السابقين لإزالة جزء من الصليب. تم إعطاء قطعتين من الخشب مرتبة على شكل صليب في وعاء ذخائر إلى دون يواكيم ودون فيليكس كولومبوس، من نسل كريستوفر كولومبوس، من أجل الكنيسة الصغيرة في قلعة العائلة في أستورياس. في عام 1909، ورث تيري وماتيلد بوال مصلى عائلة كولومبوس واستوردهما إلى منزلهما الأمريكي، بما في ذلك مكتب الأميرال الذي ينتمي إلى المستكشف الشهير نفسه. جلبوا من إسبانيا إلى بوالسبورغ، بنسلفانيا، باب المدخل والجزء الداخلي الكامل من كنيسة كولومبوس مع بقايا الصليب الحقيقي.
في عام 1958، خلص تحقيق علمي أجراه معهد أبحاث الغابات في مدريد إلى أن البقايا من خشب السرو المتوسطي (سرو المتوسط)، وهو شائع جدًا في إسرائيل، ويمكن أن يكون أقدم من 2000 عام.